# Blepharoneura atomaria
Blepharoneura atomaria är en tvåvingeart som först beskrevs av Fabricius 1805.  Blepharoneura atomaria ingår i släktet Blepharoneura och familjen borrflugor. Inga underarter finns listade.